# بخش مرکزی شهرستان ملایر
بخش مرکزی شهرستان ملایر یکی از بخش‌های تابعه شهرستان ملایر در استان همدان در غرب ایران است.
در روستاهای حسین اباد ناظم و کرتیل اباد  بخش اول نامشان " کهریز" بر گرفته  از قناتی است که سرچشمه ان از روستای توجغاز شروع می شد و با گذر از روستای کرتیل اباد به این روستا می رسید.   درون اب قنات ماهی سفید هم وجود داشت. بخش دوم اسم روستا برگرفته از نام ارباب روستا در زمان های شاه پهلوی " اقای ناظم" گرفته شده. محصول باغی ان بیشتر انگور است. ضمن اینکه گندم, جو و یونجه نیز از محصولات اصلی روستا است. سه محله در روستا وجود دارد. بخشی  ابتدای روستا که به علت  کوه پایه بودن سنگلاخی است به بنگلادش معروف است. و دو بخش دیگر قلا بالا (محله پایین) و محله دامو ( محله پایین) معروف اند.

## تقسیمات کشوری
- بخش مرکزی
  - دهستان جوزان
  - دهستان حرم رود علیا
  - دهستان موزاران
  - دهستان کوه سرده

نقاط شهری: ملایر

## جمعیت
بنابر سرشماری مرکز آمار ایران، جمعیت بخش مرکزی شهرستان ملایر در سال ۱۳۹۵ برابر با ۲۱۳،۴۵۶ نفر بوده است.